# 자쿠지
자쿠지(Jacuzzi)는 기포가 나오는 욕조 브랜드이다. 온수 욕조, 수영장 및 기타 목욕 제품을 제조 및 판매하는 미국의 민간 회사이다. 자쿠지 수치료 제품으로 가장 잘 알려져 있다. 캘리포니아주 어바인에 본사를 두고 있는 이 회사는 이탈리아에 가장 큰 공장을 포함해 8개의 공장을 보유한 유럽 최대 규모의 온수 욕조 제조업체이다.
이 회사는 1915년 자쿠지 가문의 일곱 형제에 의해 설립되었다. 농업용 펌프 등 다양한 제품을 개발했다. 1948년에 자쿠지는 가족 구성원의 류마티스 관절염을 치료하기 위해 물 펌프를 만들었다. 물 펌프는 1968년 레크리에이션 온수 욕조에 통합될 때까지 틈새 의료 제품이었다. 온수 욕조의 인기가 높아짐에 따라 자쿠지는 더욱 발전된 더 많은 모델을 만들었다. 자쿠지는 1979년까지 가족이 운영했으며 그 후 여러 차례 소유주가 바뀌었고 2019년 현재 소유주인 인베스트인더스트리얼(Investindustrial)이 인수했다.
AP(Associated Press) 스타일북에는 자쿠지가 온수 욕조, 월풀 스파, 월풀 욕조와 같은 제품의 상표 브랜드로 기재되어 있으며 허가 없이 상업적인 맥락에서 이름을 사용하는 것은 합법적이지 않을 수 있다.